# Burg Breitenstein (Pfalz)
Die Ruine der Burg Breitenstein steht in einer Höhe von 223 m oben an einem Steilhang an der nördlichen Seite des Speyerbachtals im Pfälzerwald (Rheinland-Pfalz).

## Geographische Lage
Die Burgruine oberhalb des zu Esthal gehörenden Weilers Breitenstein liegt im Landkreis Bad Dürkheim. Am Hangfuß führt am Speyerbach entlang die Landesstraße 499, die in Frankeneck von der Bundesstraße 39 nach Südwesten in Richtung Elmstein abzweigt.

## Geschichte
Die Felsenburg wurde vermutlich um 1246 während der Unruhen bei der Absetzung Kaiser Friedrich II. durch Papst Innozenz IV. erbaut. Erst 1257 fand sie in Zusammenhang mit einem Ritter von Kropsberg, Kastellan des Breitenstein und Dienstmann der Grafen von Leiningen, erstmals urkundlich Erwähnung. Der Ritter nannte sich im Jahre 1265 dann Burkhard von Breitenstein. 1339 wurde Jakob von Flersheim als Burgmann eingesetzt.
Nach dem Tod König Rudolfs von Habsburg entbrannten 1291 Kämpfe zwischen den Habsburgern und ihren Gegnern. In dieser Zeit erbauten wohl die Grafen von Sponheim eine Belagerungsburg nur wenige Meter südlich der Burg Breitenstein; die beiden Anlagen waren lediglich durch einen breiten Halsgraben voneinander getrennt. Die Belagerungsburg wurde 1340 als Nieder-Breitenstein erwähnt. In jenem Jahr wurde Graf Walram von Sponheim am königlichen Hofgericht in München für schuldig befunden, unerlaubt auf dem Gebiet des Hochstifts Speyer eine Burg errichtet zu haben, die er an den speyerischen Lehnsmann Friedrich Horneck abzutreten habe. Gegen dieses Urteil aber erhob Pfalzgraf Rudolf II. Einspruch und erklärte den Sponheimer zu seinem Lehnsmann, so dass dieser die Burg doch behalten durfte.
1357 wurde ein Burgfriedensvertrag geschlossen, der festlegte, dass die größere Belagerungsburg fortan als Hauptburg und der ältere, kleinere Gebäudekomplex als Vorburg zu gelten habe.
Nachdem die Anlage 1382 ein letztes Mal urkundlich erwähnt wurde, kam sie vermutlich 1437 in den Besitz der Grafen von Leiningen und wurde wohl 1470/71 während einer Fehde zwischen ihrer Besitzerfamilie und dem Kurfürsten Friedrich I. – im sogenannten Kurpfälzischen Krieg – zerstört.
Nachdem die Ruine 1963 an die Staatliche Schlösserverwaltung Rheinland-Pfalz gekommen war, wurden in der Zeit von 1988 bis 1989 konservatorische Freilegungs- und Sicherungsmaßnahmen an den Mauern durchgeführt.

## Anlage

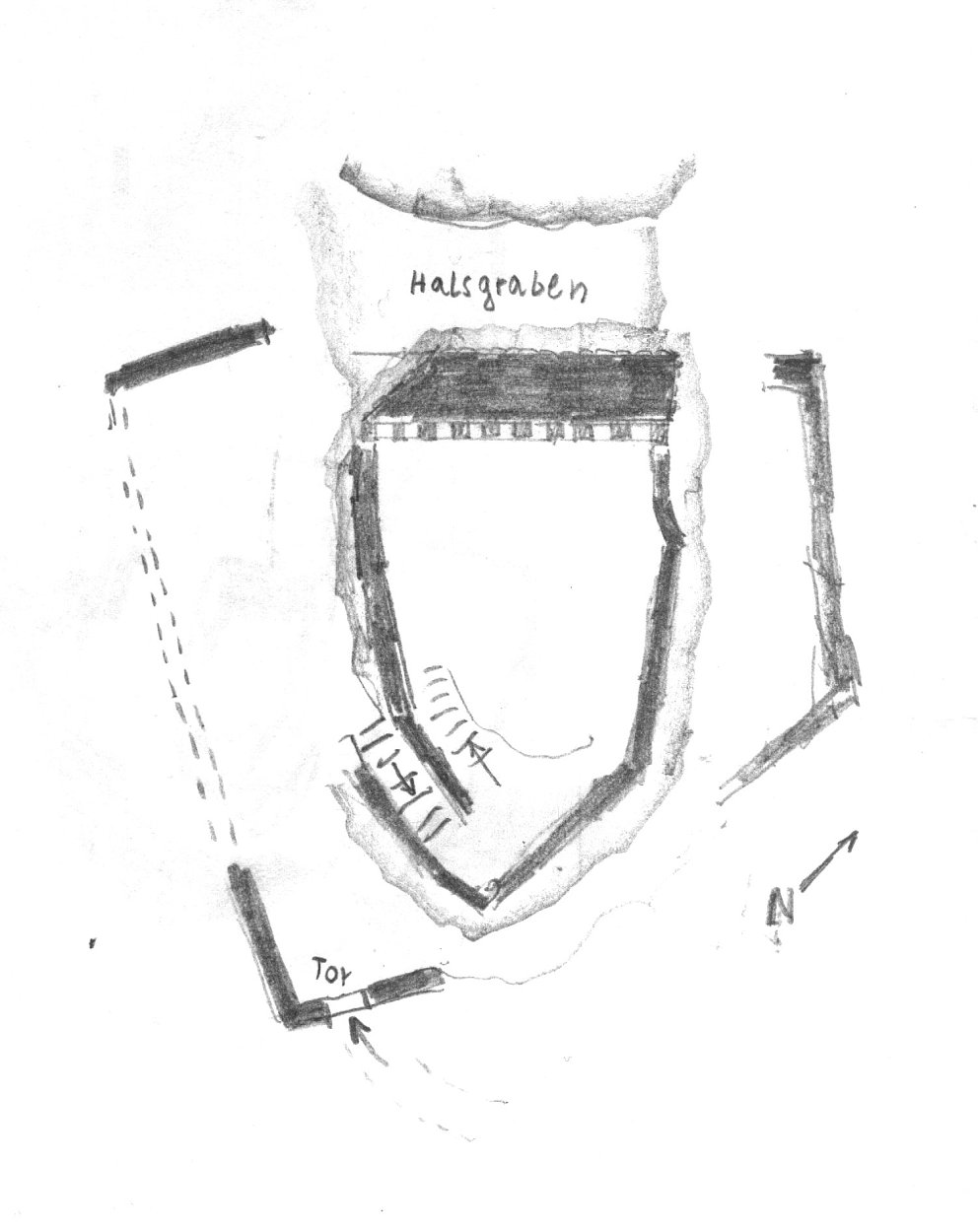
Grundriss-Skizze

Auf einem schmalen, heute nur für geübte Kletterer zugänglichen Felssockel erhebt sich die spätstauferzeitliche Kernburg. In nahezu vollständiger Höhe hat sich die rundum in Buckelquadermauerwerk ausgeführte Schildmauer erhalten. Von der Bergseite aus gesehen ist ihre rechte Kante abgeschrägt. Die Kragsteine des Wehrgangs an der Innenseite der Mauer zeigen schon gotischen Einschlag. Die Angriffsseite wird zusätzlich durch einen tief aus dem Felsen gehauenen Halsgraben geschützt.
Hinter der Schildmauer war ein bescheidener Wohnbau errichtet, von dem die Umfassungsmauern nur teilweise erhalten sind. Der Zugang zur Burg erfolgte nicht über den Graben, sondern über eine aus dem Fels gehauene Treppe auf der Südseite. Um den Felsen legt sich eine annähernd rechteckige Unterburg, von der nur geringe Mauerreste erhalten sind. Jenseits des Halsgrabens finden sich in ca. 50 m Abstand und 20 m höher gelegen die Reste einer separaten Vorburg mit eigenem Graben.